# Aristobia
Aristobia es un género de escarabajos longicornios de la subfamilia Lamiinae.

## Especies
- Aristobia angustifrons Gahan, 1888
- Aristobia approximator (Thomson, 1865)
- Aristobia freneyi Schmitt, 1992
- Aristobia hispida (Saunders, 1853)
- Aristobia horridula (Hope, 1831)
- Aristobia laosensis Jiroux, Garreau, Bentanachs & Prévost, 2014
- Aristobia pallida Aurivillius, 1924
- Aristobia quadrifasciata Aurivillius, 1916
- Aristobia reticulator (Fabricius, 1781)
- Aristobia tavakiliani Jiroux, Garreau, Bentanachs & Prévost, 2014
- Aristobia umbrosa (Thomson, 1865)
- Aristobia vietnamensis Breuning, 1972
- Aristobia voeti Thomson, 1868